# 王媞
王 媞（ワン・ティー、英語名:Kety Wang、1982年6月14日 - ）は、中華人民共和国の歌手。遼寧省瀋陽出身。アメリカ滞在歴あり。母は元バイオリン奏手。2004年に超級女声に出場し、予選の成都ブロックで一位、総決選で二位。現在は至尚音楽公司の所属。

## アルバム
2005年6月1日アルバム「媞名」を発売。
1. 愛・程式
2. 忘了你不如忘了自己
3. 知己
4. 我不是公主
5. 茄子
6. 陪練
7. 定海神針
8. 並肩（你要不要……）
9. 如果云知道
10. 独上西楼